# Pittman Center
Pittman Center – miasto w Stanach Zjednoczonych, w stanie Tennessee, w hrabstwie Sevier.